# ツインフォールズ (アイダホ州)
ツインフォールズ（英: Twin Falls）は、アメリカ合衆国アイダホ州ツインフォールズ郡の都市であり、同郡の郡庁所在地かつ人口最大の都市である。人口は5万1807人（2020年）。
マジック・バレー地域では最大の都市であり、その半径100マイル (166 km) 内で最大なので、アイダホ州南中部とネバダ州北東部の双方にとって商業の中心になっている。
ツインフォールズ市はツインフォールズ小都市圏の主要都市であり、この都市圏に公式にはジェローム郡とツインフォールズ郡が含まれている。ネバダ州エルコ郡のリゾート地であるジャックポットは、ツインフォールズ都市圏を大きく捉えたときに、非公式だがその一部だと考えられている。

## 歴史
1959年、ツインフォールズ市に近いウィルソン・ビュート洞穴を発掘したとき、鏃など人間の活動の証拠が現れ、北アメリカ大陸では最古級の人工物とされた。その後北部ショショーニ族やバノック族などインディアンがこの地域を支配した。
ツインフォールズ地域を最初に訪れたヨーロッパ人は、1811年と1812年にミズーリ州セントルイスから西へオレゴン州アストリアまで全て水流を辿って行き着こうとしたウィルソン・プライス・ハントが率いた1隊のメンバーだったと考えられている。ハントの遠征隊は現在のマートーに近いカルドロン・リンと呼ばれるスネーク川の早瀬で、隊の大半が崩壊し、一人が死ぬという災難に遭遇した。ハントと残ったメンバーはアストリアまで陸路を辿ってその旅を終えた。
1812年と1813年、ロバート・スチュアートがアストリアから東にセントルイスに陸路向かう遠征を成功させ、途中でツインフォールズ地域を通過した。スチュアートの通った経路は後のオレゴン・トレイルと呼ばれた経路の基本線になった。それから150年ほど後に、ツインフォールズ市にある中学校がロバート・スチュアート中学校と名付けられた。

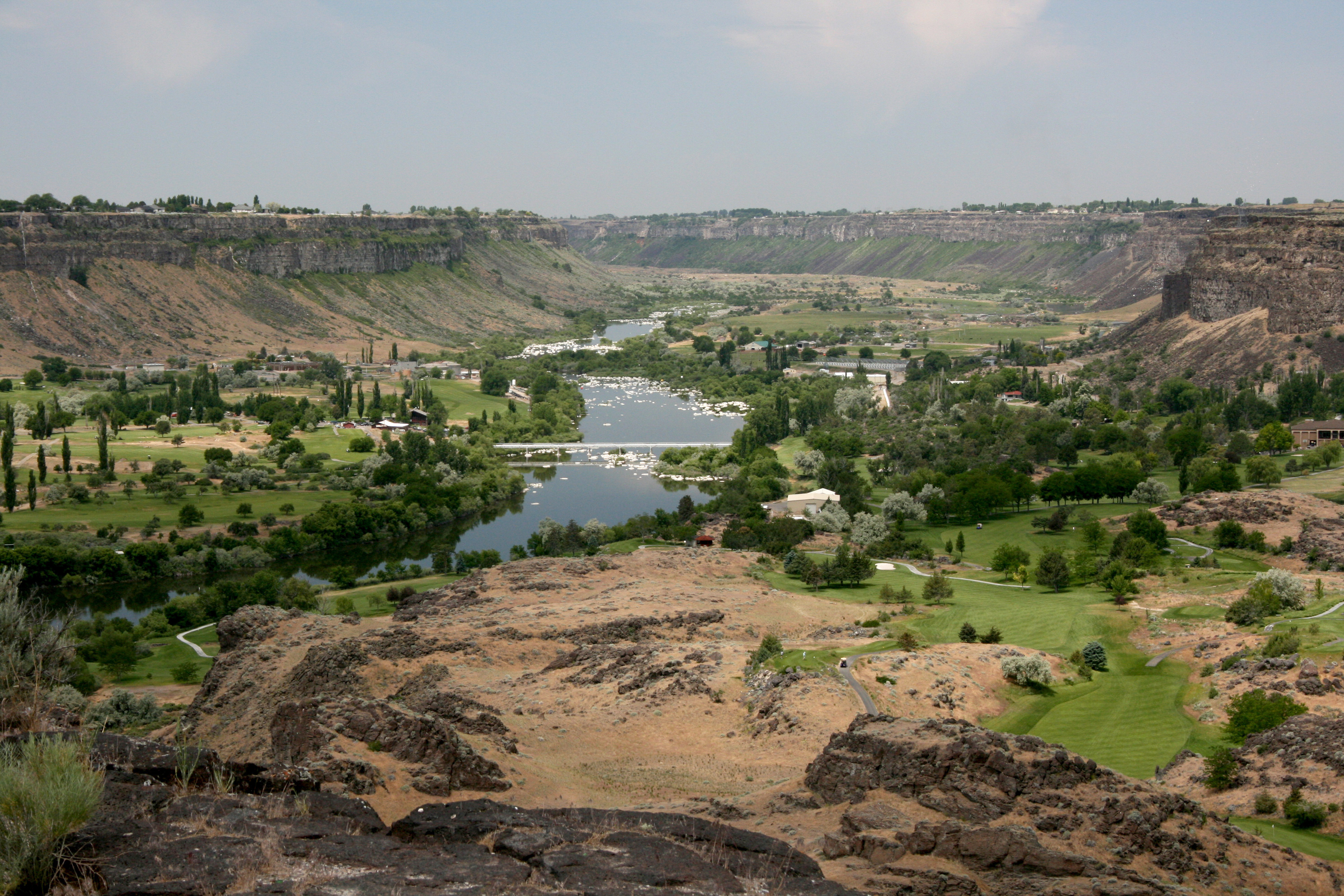
スネーク川峡谷

この地域で最初の恒久的開拓地は現在のツインフォールズ市がある場所に近いロック・クリークで、1864年に設立された駅馬車中継所だった。1890年までにスネーク川峡谷では一握りの成功した農場があったが、インフラの欠如と峡谷の地形のために乾燥した周辺地域を灌漑するのは難しいと考えられた。
この問題に対処するため、1900年にツインフォールズ土地水会社が地域に灌漑用運河体系を建設する目的で結成された。3年後にスネーク川峡谷で成功した農園主かつ牧場主だったI・B・ペリンが、1894年キャリー法の規定による民間投資予算を確保し、カルドロン・リンに近いスネーク川にミルナー・ダムを建設した。このダムと運河が1905年に完工し、スネーク川峡谷以外の灌漑を初めて実現させた。その結果ペリンは一般にツインフォールズ市の設立者としての名誉を受けている。
ツインフォールズ市は1904年に計画都市として設立され、著名フランス系アメリカ人建築家エマヌエル・ルイ・マスケレーが設計し、町の区画を販売した利益は灌漑用運河の建設に回された。町の名前はスネーク川にある滝の名前から採られた。1907年、ツインフォールズは新しく設立されたツインフォールズ郡の郡庁所在地となった。
当初の町は特徴あるデザインに従っている。北東から南西に向かう道路と北西から南東に向かう道路で区切られている。北西から南東に向かう道路は番号が付けられアベニューと呼ばれており、北東から南西に向かう道路も番号が付けられストリートと呼ばれている。中央の2本の道路、すなわち北西から南東に向かうメイン・アベニューと北東から南西に向かうショショーニ・ストリートのみが名前を持っている。この配置は1日のいずれかの時点で太陽が家のどの部屋にも差し込むように工夫されたからである。この体系によると通りの片側は反対側と異なる住所となり、また例えば「3番と3番」の交差点角は1つ以上の場所を指すことがある。2003年、北東から南西に向かう道路の番号体系は長年の混乱を軽減するように改良された。また後年にできたブルーレイクス・ブールバード、アディソン・アベニューおよびワシントン・ストリートなどの市道は標準的な南北および東西方向に配置された。
ミルナー・ダムが建設された後、アイダホ州南中部の農業生産高は飛躍的に増加した。ツインフォールズ市は農業を中心とする地域経済の中心となり、今日までその役割を保っている。豆類やテンサイなど農作物の加工も行われるようになった。後年にはさらに別の食品加工が地域経済を補うようになった。1960年までにツインフォールズ市はアイダホ州内の大都市の1つになってきたが、現在でもその当初の様子が多くの者の記憶の中に生きている。
1974年9月、イーベル・クニーベルが特別に誂えたロケット自転車でスネーク川峡谷に飛び込もうとしたとき、ツインフォールズ市は全国的な注目を浴びた。テレビで数多い者が見守ったが、このときは強い風が吹き、クニーベルがパラシュートを早く開き過ぎたために失敗した。私有地にある発射台の基礎は今でも見ることができる。
20世紀最後の四半世紀、農業を基礎とする経済が次第に多様化し、ツインフォールズ市は成長を続けた。2006年時点での市内主要雇用主としては、コンピュータ・メーカーのデル、食品のグランビア、およびRV車のジェイコがある。2009年9月、デル社は2010年1月までにツインフォールズの施設を閉鎖すると発表した。
近年、ツインフォールズはきわめて多様な文化になってきている。南アイダホ・カレッジが運営する避難民センターの寄与が大きく、1995年以来ボスニア・ヘルツェゴビナや元ソビエト連邦領内からの多くの人々が市内に移転してきた。住民の中にはヒスパニック系もかなりいる。

## 政府
ツインフォールズ市は市政委員会・シティマネジャー方式を採用している。7人の委員による市政委員会は市内無党派選挙によって直接選ばれ、任期は4年間である。市長には執行権限があまり無く、市政委員会の中から定期的に1人が選ばれている。委員会の会合は通常毎週月曜日に開催されている。
市の日々の運営は市政委員会が指名するシティマネジャーが行う。市政府は様々な市民委員会を通じて、公園とレクリエーション、企画と地区分け、衛生とゴミ収集、通りの保守、排水回収、および警察署と消防署の運営を監督している。ツインフォールズ公共図書館、市営ゴルフコースおよびジョスリンフィールド・マジックバレー地域空港も市の司法権の下にある。

## 教育
ツインフォールズ市の公立学校が含まれるアイダホ州の公立学校は、その生徒一人当たり費用が少ないわりに成果を上げている。ニューヨーク州の場合、生徒一人当たり費用が18,126ドルであるのに対し、卒業するのは73.6％に過ぎない。一方アイダホ州では生徒一人当たり費用が7,091ドルでしかないが、卒業するのは80.6％である。ツインフォールズ市の高校生は毎年ACT試験を受けることができる。2010年の結果は、アイダホ州の他地域と同様ツインフォールズ市の生徒が全州の10傑に入った。ツインフォールズ市の生徒の場合、全分野で州平均を上回った。2010年後半、アイダホ州公立学校監督官は州の公共教育に多くの変更を提案した。この変更案が州議会を通り、この法に従ってツインフォールズ教育学区はこれら変更案を採用した。元フロリダ州知事でジョージ・W・ブッシュの弟、ジェブ・ブッシュは、アイダホ州の教育改革は他州のモデルとなると述べた。
市の北西部には大型のコミュニティ・カレッジである南アイダホ・カレッジがある。州内のボイシ州立大学、アイダホ州立大学およびアイダホ大学など幾つかの大学がこの南アイダホ・カレッジのキャンパスで授業を行っている。看護学では最新式看護施設を建設するための2007年-2008年州予算を獲得した。南アイダホ・カレッジのバスケットボール・チームは2011年初期のNJCAAディビジョンI選手権で優勝した。
市内にあるツインフォールズ高校、キャニオンリッジ高校、オルターナティブ教育のマジックバレー高校、2つの中学校および7つの小学校はツインフォールズ教育学区が管轄している。またザビアー・チャーター・スクールもあり、最近ではウィングス・チャーター中学校も設立した。
2006年3月14日、有権者はさらに新しい高校を建設する資金予算を承認した。この学校の愛称を決めるために市全体のコンテストが開催された。2006年11月、ツインフォールズ市教育委員会は「リバーウォークス」という名前を選定し、公式にキャニオンリッジ高校リバーウォークスを誕生させた。この資金予算では既存施設を改良し、ジュニア高校を中学校に転換する計画も認められた。これらの計画は2009年から2010年の学校年に完成された。キャニオンリッジ高校が新設されたことで、生徒は2つに分けられた。ツインフォールズ高校とキャニオンリッジ高校両校の運動競技はアイダホ州高校活動協会の5Aではなく、4Aに指定されている。
私立学校としては、ライトハウス・クリスチャン学校、セントエドワーズ・カトリック学校、ツインフォールズ・クリスチャン・アカデミーがある。

## 犯罪率
City-Data.com に拠れば、ツインフォールズ市の犯罪率は2003年から2009年の間に劇的に減少した。2009年時点での犯罪率は全国平均よりも低い。
市内にはコネチカット州、メイン州、オレゴン州およびテキサス州で違法に運営されている非認定マスプロ大学のサフィールド大学がある。

## 経済
州内第7の都市であるツインフォールズ市は州南中部で最も成長速度の高い都市である。2011年のツインフォールズ郡失業率は9.5％で、州平均の9.6％より低い。1998年から2007年、失業率は着実に低下して2％以下にまでなった。その後全国的な不況の煽りを受け、2011年4月時点で9.5％近くにまで増加してきた。
今日見られる成長の大半は最近の20年間に起こったものであり、特に2006年から2011年の間に加速された。しかし、長年その根幹だった事業がある。
ツインフォールズ市には賞も取ったチーズ製造のグランビア食品がある。この会社はツインフォールズが世界でも主要な農業地域の一つにあるのでこの地を選んだのであり、それほどツインフォールズの経済は農業に基づいている。別の賞を取った食品会社のフォールズブランドが市内南部にある。2011年初期、同社のオールドファッションド・バスク・チョリーゾ・ソーセージが、全国食肉協会が毎年開催している「グルメ・ソーセージ祭」で「ホールド・ザ・マスタード」賞を受賞した。もう一つの経済の根幹は南アイダホ・カレッジである。このコミュニティ・カレッジは学生数3,433人を誇り、4年制大学に進学する準備ができていない生徒にとっての代案を提供している。多くの学生は州外からの者であり、カレッジの寮で生活している。このカレッジは全国的にも成功した例となり、市民にも長続きする職の機会を提供している。
その他の大規模雇用主としては、ホワイトサテン砂糖の製造者アマルガメイテド砂糖社と、市内西部にある食品加工工場を運営するラム・ウェストンがある。少なくとも500名の市民を雇用し、年間売上高は約1億ドルである。
国内経済が不況の中でもツインフォールズ市は急速な発展を遂げてきた。多くの大型小売店が2006年から2011年に市内に開店してきた。
2009年11月、新しいウォルマート・スーパーセンターが開店し、推計100人の新たな雇用を生んだ。それから1年足らず後の2010年10月に、コールセンターのC3が営業を始めた。これは1,000人近い雇用を生み、既に繁栄している経済の大きな推進力となった。また2011年7月にはC3が活発な事業の故にさらに300人の雇用機会を提供すると発表した。2011年11月、チョバニ印ギリシャスタイルのヨーグルトメーカーであるアグロ・ファームズが市内に最新式の設備を建設し、ヨーグルトを製造すると発表した。このことで、当初400人の雇用と、少なくとも1億ドルの工場建設投資、さらにはアイダホ州南部の酪農家に年間3億ドル近い収入増をもたらすと期待されている。マジック・バレー14シネマはIMAXのスクリーンとD-Boxの座席を備えた新しい劇場を建設し、40ないし50人の新しい職を生むことになる。この計画では2011年12月に開業予定である。この新しい娯楽施設はマジック・バレーにおける前例のないような発展で実現した。
人口増に対応してツインフォールズ郡有権者は市内北西部に新しい病院を建設する案を承認した。2011年春、セントルークス病院が床面積70万平方フィート (65,000 m²) の病院を開設した。この新病院の特徴の1つは186室の全病室が家族も泊まれる個室になっていることである。
その他過去5年間に始まった事業として、ファイブガイズ・バーガーズ・アンド・フライズ、バッファロー・ワイルドウィングス、およびコールドウォーター・クリークがある。中心街では幾つかの事業をそれが始まったところに戻ってくることを期待して、中心街再生の動きが始まっている。2012年、ツインフォールズ市ではアイダホ州共和党集会が開催される予定であり、これがより積極的な経済活動を生み出すことが期待されている。
チャイナ・マウンテン・ウィンド社が環境影響評価を行った後に30万エーカー (1,200 km²) のウィンドファームを提案しており、建設する可能性がある。これが実現すれば、ツインフォールズ市が郡庁所在地であるツインフォールズ郡は3,340万ドルの税収入増を期待できる。地元の学校や官庁は税収入の割り当てが得られる。ウィンドファームの建設は、建設期間中に396ないし749人の常駐およびパートの職を生み、施設の維持のために24ないし46人の職に繋がる。

## メディア
ツインフォールズ市を本拠とする新聞としては毎日朝刊を発行する「タイムズ・ニューズ」がある。
地上波テレビ局としては全国ネットの系列局など8局がある。
ケーブルテレビの視聴者はボイシとソルトレイクシティからの放送を視聴できる。
ラジオ局としてはFM局が13局ある他、AM局も幾つかある。
ツインフォールズ市では国内でも初の聴取者参加型ラジオ番組を流した。それは「パーティ・ライン」と呼ばれ、KLIXラジオでL・ジェイムズ・クートニクが司会した。連邦通信委員会はこのプログラムを遅らせようと図ったが、司会者と彼に賛同した共謀者である局の持ち主チャーリー・トゥマは委員会の動きを阻止し、番組を続けさせた。

## 交通
ツインフォールズ市は州間高速道路の体系に直接繋がれていないことではアイダホ州最大の都市という特徴があるが、アメリカ国道30号線と同93号線など主要高規格道路で他地域と繋がれている。州間高速道路84号西線に行くには市の北8キロメートル、ジェローム郡内にあるアメリカ国道93号線との交差点から行くことができる。アイダホ州道74号線でツインフォールズ市中心街から直接南のホリスターやロジャーソンおよびネバダ州ジャックポットなど国道93号線沿いにある地点に移動できる。

南アイダホ・カレッジが運営する小さな公共輸送システムであるトランスIVも使うことができる。
ジョスリンフィールド・マジックバレー地域空港からはある程度の商業航空便を利用できる。2008年8月時点で、スカイウェスト航空がエンブラエルEMB120ブラジリア機を使い、ソルトレイクシティ国際空港への毎日の定期便が運航している。2010年6月時点でアレジアント航空が週2回、ラスベガスのマッカラン国際空港に定期便を往復させている。

## 地理

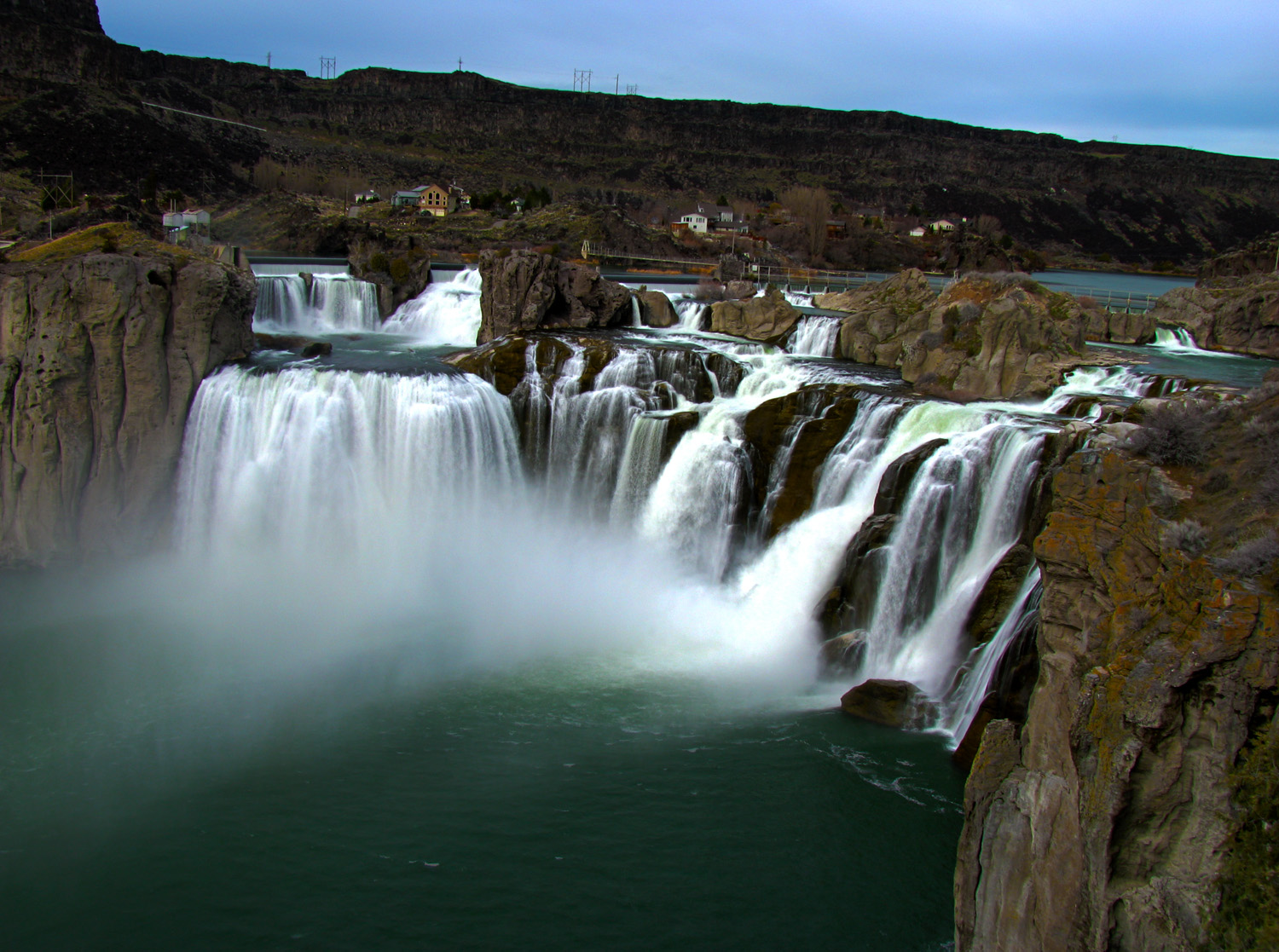
スネーク川沿いのショショーニ滝

ツインフォールズ市は北緯42度33分41秒 西経114度27分49秒 / 北緯42.561420度 西経114.463715度に位置する。
アメリカ合衆国国勢調査局による報告では、市域全面積は12.0平方マイル (31.1 kmkm2)であり、すべて陸地である。
スネーク川峡谷が市の北側境界となり、その先はジェローム郡となっている。その中間に3つの滝がある。ショショーニ滝はツインフォールズ市の約5マイル (8 km) 東にある。ピラー滝はペリン橋の上流約1.5マイル (2.4 km) にあり、市名のもとになったツイン滝はショショーニ滝の上流にある。
ショショーニ滝は落差が大きく、ナイアガラ滝よりも約36フィート (11 m) 高い。

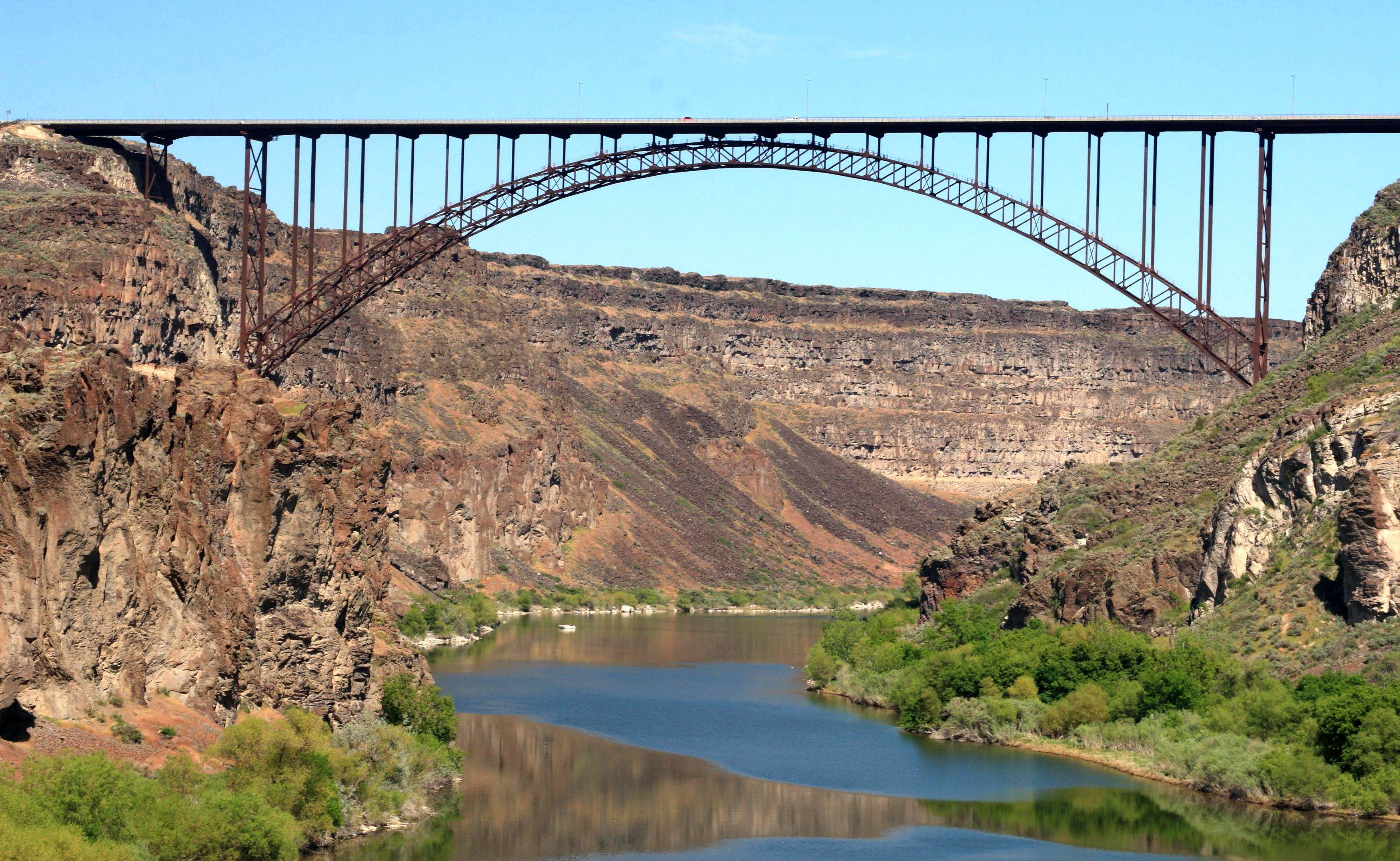
ペリン橋、峡谷の南側から見る

市のすぐ北のスネーク川峡谷に架かるペリン橋は、ベースジャンピングが合法になっていることでは世界でも数少ない人工構造物の1つである。2005年9月、ツインフォールズ市のマイルス・デイシャーが24時間で57度ペリン橋から跳び込むという世界記録を作った。2006年7月、ダン・シュリングはこの橋から21時間で201度飛び込み、収益を慈善事業に寄付した。デイシャーとは異なり、シュリングは橋の上までクレーンで吊り上げてもらった。

## 気候
ツインフォールズ市はステップ気候にある。月間平均気温は1月の 34.9°F(1.6 ℃) から7月の 85.0°F(29.4 ℃) まで変化し、12月から3月までは氷点下を記録する。90°F(32 ℃) 以上になるのは年間18.8日あるが、10°F(38 ℃) を越えることは極めて希である。冬季の降雪量は2.5インチ (75 cm) であり、大雪になったこともあった。しかし平均降雪量まで降った後は、通りや側道で6インチ以上の雪を見ることは希である。夏と秋は大変乾燥し、6月から10月まで月間降水量は1インチ (25 mm) に満たない。アメリカ合衆国南西部と同様、動きの速い激しい雷雨は希ではない。
| ツインフォールズ市の気候  | ツインフォールズ市の気候 | ツインフォールズ市の気候 | ツインフォールズ市の気候 | ツインフォールズ市の気候 | ツインフォールズ市の気候 | ツインフォールズ市の気候 | ツインフォールズ市の気候 | ツインフォールズ市の気候 | ツインフォールズ市の気候 | ツインフォールズ市の気候 | ツインフォールズ市の気候 | ツインフォールズ市の気候 | ツインフォールズ市の気候 |
| 月                        | 1月                      | 2月                      | 3月                      | 4月                      | 5月                      | 6月                      | 7月                      | 8月                      | 9月                      | 10月                     | 11月                     | 12月                     | 年                       |
| ------------------------- | ------------------------ | ------------------------ | ------------------------ | ------------------------ | ------------------------ | ------------------------ | ------------------------ | ------------------------ | ------------------------ | ------------------------ | ------------------------ | ------------------------ | ------------------------ |
| 平均最高気温 °C （°F）    | 1.6 (34.9)               | 5.2 (41.4)               | 10.4 (50.7)              | 15.3 (59.5)              | 19.8 (67.7)              | 25 (77.0)                | 29.4 (85.0)              | 28.9 (84.1)              | 23.4 (74.2)              | 16.9 (62.5)              | 7.9 (46.2)               | 2.4 (36.4)               | 15.6 (60.0)              |
| 平均最低気温 °C （°F）    | −7.1 (19.2)              | −4.8 (23.4)              | −1.8 (28.8)              | 0.9 (33.7)               | 5.1 (41.2)               | 16.9 (62.5)              | 20.5 (68.9)              | 19.8 (67.6)              | 14.7 (58.5)              | 9.1 (48.4)               | 2.4 (36.3)               | −2.3 (27.9)              | 9.8 (49.7)               |
| 降水量 mm （inch）        | 32.8 (1.29)              | 23.6 (0.93)              | 30.7 (1.21)              | 24.1 (0.95)              | 35.6 (1.40)              | 21.3 (0.84)              | 6.9 (0.27)               | 9.7 (0.38)               | 16.5 (0.65)              | 19.8 (0.78)              | 29.7 (1.17)              | 28.4 (1.12)              | 279.1 (10.99)            |
| 降雪量 cm （inch）        | 18.8 (7.4)               | 13.7 (5.4)               | 8.9 (3.5)                | 2.8 (1.1)                | 1.8 (0.7)                | 0 (0)                    | 0 (0)                    | 0 (0)                    | 0.3 (0.1)                | 0.8 (0.3)                | 10.4 (4.1)               | 17.5 (6.9)               | 74.9 (29.5)              |
| 平均降水日数 （≥0.01 in） | 10.2                     | 8.6                      | 9.9                      | 8.6                      | 9.0                      | 6.4                      | 3.3                      | 3.6                      | 4.2                      | 5.8                      | 9.3                      | 9.3                      | 88.2                     |
| 平均降雪日数 （≥0.1 in）  | 6.8                      | 4.3                      | 3.4                      | 1.4                      | 0.5                      | 0.2                      | 0                        | 0                        | 0.1                      | 0.4                      | 3.5                      | 5.4                      | 26                       |
| 出典：NOAA,               |                          |                          |                          |                          |                          |                          |                          |                          |                          |                          |                          |                          |                          |

## 人口動態
以下は2009年の推計による人口統計データである。
| 基礎データ - 人口: 42,741人（2000年から20％近く増加） - 世帯数: 15,458世帯 - 人口密度: 1,445人/km2（3,743人/mi2） - 持ち家住居数: 9,422軒（平均価格 136,000 米ドル） 人種別人口構成 - 白人: 92.0% - アフリカン・アメリカン: 0.5% - ネイティブ・アメリカン: 0.9% - アジア人: 1.0% - 太平洋諸島系: 0.1% - その他の人種: 2.9% - 混血: 2.6% - ヒスパニック・ラテン系: 1.91% 年齢別人口構成 - 15歳未満: 23.5% - 15-24歳: 15.6% - 25-44歳: 27.6% - 45-64歳: 20.2% - 65歳以上: 13.4% - 年齢の中央値: 31.2歳 - 性比（女性100人あたり男性の人口） - 総人口: 95.8 | 世帯と家族（対世帯数） - 18歳未満の子供がいる: 34.1% - 結婚・同居している夫婦: 49.0% - 未婚・離婚・死別女性が世帯主: 12.7% - 非家族世帯: 34.1% - 単身世帯: 26.8% - 65歳以上の老人1人暮らし: 10.7% - 平均構成人数 - 世帯: 2.58人 - 家族: 3.20人 収入と家計 - 収入の中央値 - 世帯: 40,970米ドル - 家族: 49,295米ドル |

## ランキング
Livability.com は、「死に挑戦する都市10傑」の第1位にツインフォールズ市を挙げた。

## 著名な住人
- ゲーリー・L・ベネット、NASAの科学者
- W・マーク・フェルト、ディープ・スロートと呼ばれたウォーターゲート事件の情報提供者、ツインフォールズ高校を1931年に卒業
- クリスティーナ・ヘンドリックス、AMCテレビ制作の番組「マッドメン」に出演、ツインフォールズ市で育ち、高校時代は町を離れたが、現在も故郷と考えている

ツインフォールズ市で子供時代を過ごした著名音楽家として、ゲーリー・パケット、ブラックラブのポール・ダーラム、モトリー・クルーのニッキー・シックス、およびビルト・トゥー・スピル of ダグ・マーチがいる。

## 大衆文化の中で
- 1999年、近くのブレイン郡住人ブルース・ウィリスは、カート・ヴォネガットの小説『チャンピオンたちの朝食』の映画版で架空の都市ミッドランドにツインフォールズ市を選んだ。 ブルーレイクス・ブールバード北にあるロブ・グリーンの自動車ディーラー店など市内の幾つかの場所が映画に使われている。
- 2001年の映画スコーピオンで、マイケル・ゼイン (カート・ラッセル) とマーフィー (ケビン・コスナー) はカジノ強盗で奪ってきた金を隠すために、ツインフォールズ市に向かう間ずっといたちごっこを続ける。